# Красимира Анастасова
Красимира Пенева Анастасова е българска политичка и бивша учителка, народна представителка от парламентарната група на ГЕРБ в XLII и XLIII народно събрание, двата пъти излъчена от 3-ти МИР – Варна. От 2015 г. е кметица на община Долни чифлик.

## Биография
Родена е на 25 септември 1970 г. в село Пчелник, Варненско, Народна република България. Средното си образование завършва в град Долни чифлик. Изучава математика и информатика в Шуменския университет „Константин Преславски“. Започва работа като учител по математика, след това продължава реализацията си в частния бизнес като програмист, след което отново работи като учител. За кратко време от учител по математика, стига до поста помощник-директор по учебната дейност на ОУ „Васил Левски“ в град Долни чифлик, а малко по-късно става и директор на СОУ „Васил Левски“.

## Политическа дейност
На парламентарните избори през 2013 г. е избрана за народна представителка от ГЕРБ в XLII народно събрание. В Народното събрание е член на Комисията по образование и наука, на Комисията по вероизповеданията и парламентарна етика и на Комисията по културата и медиите. През втория си депутатски мандат като народен представител тя е член на Комисията по образование и култура и заместник-председател на Комисията по културата и медиите.